# فلز قلوي ترابي
| مجموعة | 2     |
| دورة   |       |
| 2      | 4 Be  |
| 3      | 12 Mg |
| 4      | 20 Ca |
| 5      | 38 Sr |
| 6      | 56 Ba |
| 7      | 88 Ra |

الفلزات القِلْوِيَّة الترابية سلسلةُ العناصر في المجموعة الثانية من الجدول الدوري، وهي: البِرِليوم، المغنسيوم، والكالسيوم، والسترانشيوم، والباريوم، والراديوم (وليس الراديوم دائمًا منها؛ لأن نِصفَ عُمُرِه قليل).
وسُمِّيَت الفلزات القِلْوِيَّا الترابية بهذا الاسم على أساس أكاسيدها، الفلزات الترابية، التي كانت أسمائها القديمة: بريليا وماجنسيا  ولايم وسترونتيا وباريتا. وقد تم تسمية هذه الأكاسيد قلويات أرضية نظرا لطبيعتها التي تقع بين القلويات (أكاسيد الفلزات القلوية) والمعادن الأرضية النادرة (أكاسيد المعادن الأرضية النادرة). ويعتبر النظام الذي إتبعه الإغريق من أول الأنظمة التي أستخدمت لتسمية العناصر والتي يتم استخدام أربعة عناصر رئيسية فيه منها التراب. وقد تم تطوير هذا النظام لاحقا عن طريق الفلاسفة والكيميائين القدامى مثل أريستوتل قرن رابع قبل الميلاد، باراسيلسوس النصف الأول من قرن 16، جون بيشر منتصف القرن 17، جورج شتال أواخر القرن 17، وقد تم تصنيف التراب فيما بعد لثلاثة أنواع أو أكثر. وقد تم إدراك أن هذه المركبات ليست عناصر ولكنها مركبات عن طريق أنطوان لافوازييه في كتابه (عناصر الكيمياء) 1789 وقد سماها بالأملاح المتكونة من عناصر ترابية. وقد قام فيما بعد باقتراح أنها ممكن أن تكون أكاسيد فلزات. وكان هيمفرى دافى أول من حصل على عينات من الفلزات عن طريق التحليل الكهربائي.
الفلزات القلوية الترابية لها لون فضي، وليست صلبة، وهي معادن قليلة الكثافة وتتفاعل بسرعة مع الهالوجينات لتكوين أملاح أيونية، ومع الماء لتكوين هيدروكسيدات قلوية (قاعدية)، ولكنها ليست في نفس سرعة تفاعل الفلزات القلوية. فمثلا بينما يتفاعل الصوديوم والبوتاسيوم مع الماء في درجة حرارة الغرفة، الماغنسيوم يتفاعل فقط مع البخار والكالسيوم يتفاعل مع الماء الساخن. وهذه العناصر لها إلكترونان في غلافها الخارجي، ولذا فإنه يمكن الوصول للحالة الأفضل لها من حيث الطاقة (غلاف إلكتروني ممتلئ) عن طريق فقد إلكترونين لتكوين شاردة (ايونا) موجبا ثنائيا.

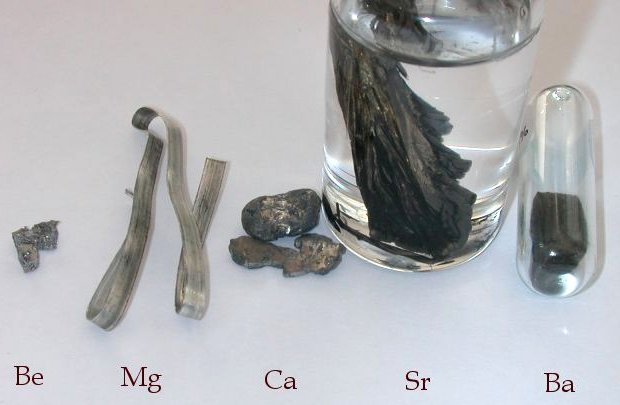
الفلزات القلوية الترابية